# Oliver Knott
Oliver Knott (* 1972 in Karlsruhe) ist ein deutscher Aquascaper, Aquariendesigner und Autor. Er hält international Vorträge und Workshops und gestaltet Aquarien-Layouts und Schauaquarien für Zoos, Messen, Geschäftsräume und Privaträume.

## Leben
Knott trat 1988 mit 16 Jahren eine Lehre als Einzelhandelskaufmann im Zoofachhandel mit dem Schwerpunkt auf der Aquaristik an, die er 1991 erfolgreich abschloss. Bis 1993 arbeitete er in Karlsruhe als Einzelhandelskaufmann in einem Zoofachgeschäft und bis 1995 als Abteilungsleiter bei derselben Fachhandelskette in Albstadt. 1994 entdeckte Knott das erste Buch von Takashi Amano und begann, sich vermehrt in den Bereich der Pflanzenaquaristik einzuarbeiten. Bis 1998 war Knott Assistent der Filialleitung eines Zoofachgeschäfts in Karlsruhe, und von 1998 bis 2001 hatte er den Posten des Betriebsleiters im Zoofachhandel ebenfalls in Karlsruhe inne. 1999 kam er erstmals in persönlichen Kontakt mit dem „Vater des Naturaquariums“ Takashi Amano. Knott war der erste Händler, der 1999 Takashi Amanos Produkte nach Deutschland holte, und er hat sich als einer der ersten Aquarianer in Deutschland näher mit dem japanischen Stil im Aquascaping und mit dem von Takashi Amano geprägten Naturaquarium befasst. So entstand eine berufliche und private Verbindung zwischen Knott und Amano, und sie trafen sich mehrere Male persönlich. Im Jahr 2001 hat sich Knott als Aquariendesigner und Berater selbstständig gemacht.

## Aquascaping
Oliver Knott nahm erfolgreich an verschiedenen Aquarienlayout-Wettbewerben teil, darunter dem AGA Contest 2004 (Gesamtsieger), dem AGA 2005 (erster Platz und Publikumsliebling) und dem IAPLC (10. Platz) 2005.

## Werke
- Aquascaping: Aquarienlandschaften gestalten. Gräfe und Unzer, 2013, ISBN 978-3-8338-2411-1.
- Aquascaping Fibel. Dähne Verlag, 2013, ISBN 978-3-935175-70-8.
- Aquascaping - Handbook for new aquascapers. Dähne Verlag 2013, ISBN 978-3-935175-93-7.
- Training Days in Japan. My Journey. A.C.S., 2017, ISBN 978-3-939759-31-7.